# Simulium rounae
Simulium rounae är en tvåvingeart som beskrevs av John Smart och Clifford 1965. Simulium rounae ingår i släktet Simulium och familjen knott. Inga underarter finns listade i Catalogue of Life.